# Love Scenes (álbum de Beverley Craven)
Love Scenes es el segundo álbum de estudio de la cantante Británica Beverley Craven, lanzado en 1993. Incluye una versión del sencillo "The Winner Takes It All" del grupo ABBA.

## Grabación
Craven comenzó a escribir nueva canciones para su segundo disco mientras se encontraba de gira promocionando su primer álbum homónimo. Epic Records quería lanzar un disco inmediatamente después del exitoso álbum debut de Beverley en 1992 para sacar provecho a su popularidad. Sin embargo, Craven dio a luz a su primera hija, Mollie, a comienzos de 1992, por lo que decidió posponer el lanzamiento del álbum para cuidar a su hija, para posteriormente publicarlo en septiembre de 1993.
El álbum, al igual que su antecesor, fue producido por Paul Samwell-Smith. Las canciones contenidas en él fueron compuestas por Craven, exceptuando la canción "Love Is The Light", la que fue coescrita por su esposo Colin Campsie, siendo esta la única vez que ella ha colaborado en escribir una canción.
Algunas de las canciones del disco habían sido previamente dadas a conocer en su compilación de videos musicales de 1992 Memories. Las canciones "Feels Like The First Time" y "Look No Further" habían sido lanzadas anteriormente como lados b de los sencillos de su álbum debut. El álbum también incluye una versión de la canción "The Winner Takes It All" del grupo sueco ABBA, que Craven grabó para un álbum tributo por el 20° aniversario de la banda, el que nunca fue publicado.

## Lista de canciones
Todas las canciones fueron escritas por Beverley Craven, excepto las indicadas.
1. "Love Scenes"
2. "Love Is The Light" (Beverley Craven, Colin Campsie)
3. "Hope"
4. "Look No Further"
5. "Mollie's Song"
6. "In Those Days"
7. "Feels Like The First Time"
8. "Blind Faith"
9. "Lost Without You"
10. "The Winner Takes It All" (Benny Andersson, Bjorn Ulvaeus)

## Personal
- Paul Samwell-Smith - Productor
- Adrian Bushby - Ingeniería en las canciones 1-2, 5-7, 9-10
- Lolly Grodner - Ingeniería en las canciones 3-4, 8.
- Mezclado por Adrian Bushby
- Masterizado por Ted Jensen (Sterling Sound, New York)
- Grabado en Mayfair Studios (Londres), Outside Studios (Checkendon), Abbey Road Studios (Londres), Hit Factory (Nueva York)
- Diseño por Graham Tunna
- Photografía por Kate Garner

- Datos: Q6691242